# Етрополски проход

Етрополски проход е планински проход (седловина) в централната част на Етрополска планина (част от Западна Стара планина), в Община Горна Малина и Община Етрополе, Софийска област.
Дължината на прохода е 23,1 км, надморска височина на седловината – 1401 м.
Проходът свързва долината на река Малки Искър в близост до град Етрополе на север с Камарската котловина при село Стъргел на юг. Трасето започва от долината на Суха река (ляв приток на Малки Искър) при 648 м н.в. и с множество завои, серпентини и голям наклон след 13,3 км се изкачва на седловината при 1401 м н.в., намираща се източно от връх Звездец (1655 м). От там пътят продължава в югозападна посока по южния склон на планината и след 9,8 км слиза в центъра на село Стъргел, намиращо се в северната част на Камарската котловина, на 849 м н.в.
До прокарването на пътя през Арабаконашкия проход през 1866 г. от Мидхат паша, Етрополският проход е бил основната пътна артерия свързваща Софийското поле и големи части от Югозападна България със Северна България. През зимата на 1877 – 1878 г., по време на Руско-Турската освободителна война оттук преминават руските войски предвождани от генерал Гурко, излизат в гръб на турската войска охраняваща Арабаконашкия проход и освобождават София и района около него. На седловината в чест на загиналите руски войници има изграден паметник. От северната страна на седловината се намира хижа „Звездец“.
Сега пътят почти не се използва, не се поддържа и по него могат да минават само коли с висока проходимост в периода от април до ноември.

## Топографска карта
- Лист от карта K-34-48. Мащаб: 1 : 100 000.